# 千人塚城ヶ池

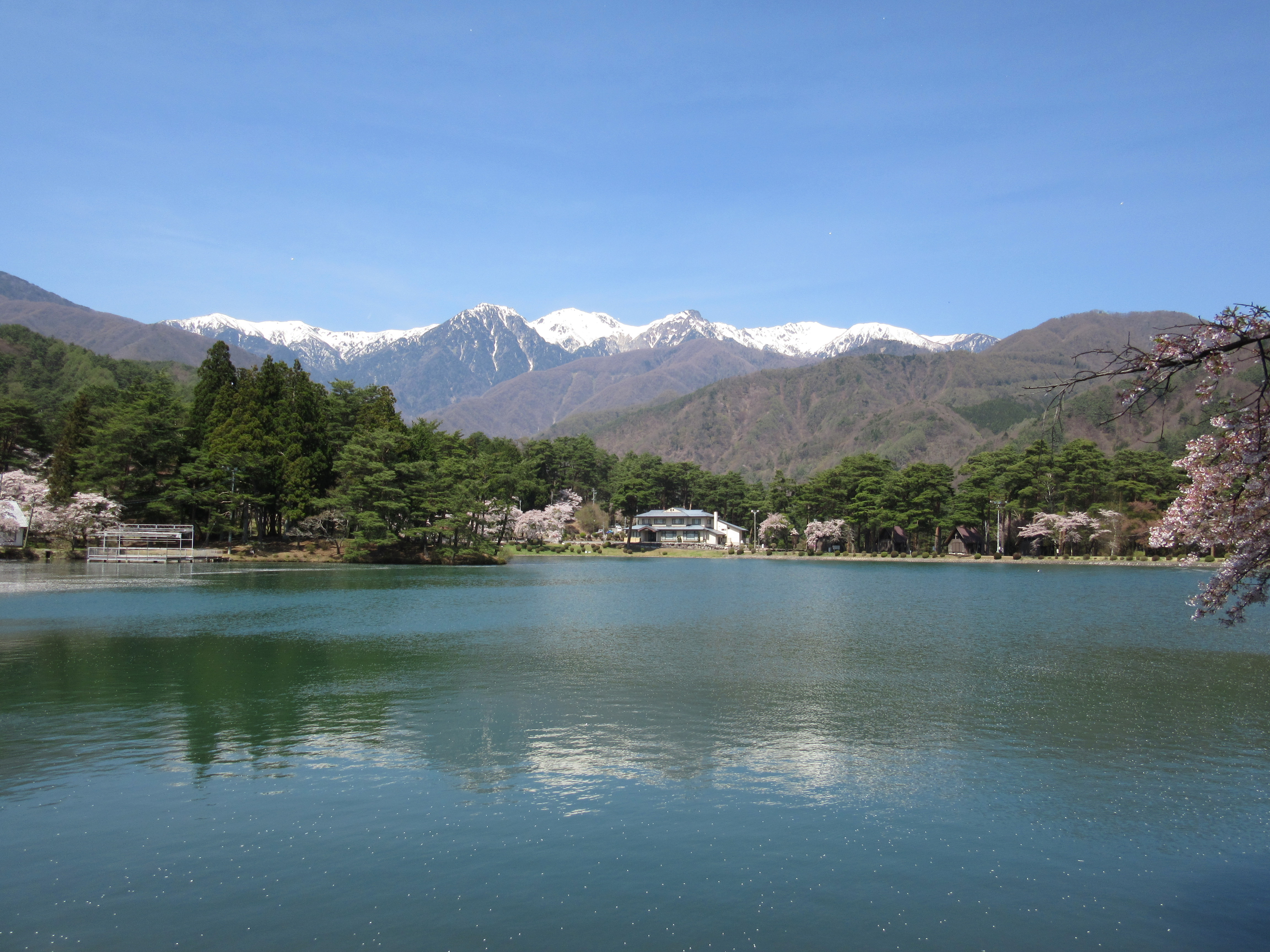
千人塚公園

千人塚城ヶ池（せんにんづかじょうがいけ）は、長野県上伊那郡飯島町七久保にあるため池である。
中央アルプス国定公園に指定されているとともに、2010年（平成22年）3月25日には農林水産省のため池百選に選定された。

## 概要
戦国時代の北山城の空堀を利用して1934年（昭和9年）に温水ため池として造られた。
一級河川天竜川水系与田切川から七久保用水と横沢用水から導水した水を貯水し、下流の水田約200haの灌漑を行っている。

## 自然
千本桜、ツツジ、アジサイモミジが湖畔を彩り、ツバメ、カワウ等が飛来する。

## アクセス

### 道路
- 長野県道220号千人塚公園線千人塚公園

### 路線バス
- 飯田線七久保駅下車